# THE POPS (サカノウエヨースケのアルバム)
『THE POPS』（ザ・ポップス）は、サカノウエヨースケの1枚目のミニ・アルバム。2011年6月3日にDESTINY LABELよりリリース。規格品番：DFA-002。

## 解説
2年間の活動休止期間を経てサカノウエヨースケが結成したバンド・SPIRAL SPIDERSを率いて制作された初のミニ・アルバム。
ヨーロッパを1ヶ月旅しながら曲をスケッチし制作された本作は当初全国のタワーレコード各店舗限定での発売であったが、9月14日より全国CDショップでの流通を開始。オリコン週間アルバムチャートではランクインせず300位圏外であった。

## 収録曲
全作詞・作曲：サカノウエヨースケ
1. 夢に口づけ
  - WILLCOM沖縄2011夏CMソング
2. ソウルストライカー
3. まめみつ
4. HERE
5. はじめから帰るつもりだった
6. イエローガール
  - WILLCOM沖縄2011春CMソング
7. 冬の帰り道
8. 東京